# 1867 في الولايات المتحدة
فيما يلي قوائم الأحداث التي وقعت خلال عام 1867 في الولايات المتحدة.

## سياسة

### تعيين في المنصب
- 15 يناير – جون وايت جيري حاكم ولاية بنسلفانيا [الإنجليزية]‏.
- 4 مارس – جيمس هارلان عضو مجلس الشيوخ الأمريكي.

### انتهاء فترة المنصب
- 15 يناير – أندرو جريج كورتين حاكم ولاية بنسلفانيا [الإنجليزية]‏.
- 3 مارس – جون كريسويل عضو مجلس الشيوخ الأمريكي.
- 7 ديسمبر – روموالدو باتشيكو California State Treasurer [الإنجليزية]‏.
- 31 ديسمبر – عزرا كورنيل عضو مجلس ولاية نيويورك.

## ظهور
- 2 نوفمبر – هاربر بازار[1]

## مواليد

### يناير
- 1 يناير – سكوت جوبلن[2]
- 1 يناير – وليام الفيس سلون
- 1 يناير – وينسر مكاي
- 8 يناير – إميلي جرين بالش[3]
- 13 يناير – مورتون د هال سياسي أمريكي.

### فبراير
- 3 فبراير – تشارلز تورنر[4]
- 7 فبراير – لورا إنغالز وايلدر[5]
- 10 فبراير – تشارلز وايلاند بريان سياسي أمريكي.[6]
- 27 فبراير – إيرفينج فيشر عالم اقتصاد من الولايات المتحدة.

### مارس
- 4 مارس – جون وارن ديفيس سياسي أمريكي.
- 21 مارس – آموس أرثر هيلر عالم نبات أمريكي.
- 25 مارس – قتزن بورغلم نحات أمريكي.[7]
- 29 مارس – ساي يونغ لاعب كرة قاعدة من الولايات المتحدة الأمريكية.[8]

### أبريل
- 1 أبريل – دانيال جيم روبر سياسي أمريكي.[9]
- 12 أبريل – صمويل مارينوس زويمر مبشّر من الولايات المتحدة الأمريكية.[10]

### مايو
- 3 مايو – أندي بوين ملاكم من الولايات المتحدة الأمريكية.

### يونيو
- 3 يونيو – غريس روزفلت لاعبة كرة مضرب من الولايات المتحدة.
- 8 يونيو – فرانك لويد رايت مهندس معماري من الولايات المتحدة الأمريكية.[11]

### يوليو
- 4 يوليو – ستيفن ماثر صحفي من الولايات المتحدة الأمريكية.[12]
- 6 يوليو – جو كيتون ممثل أمريكي.[13]
- 13 يوليو – جورج باني ممثل من الولايات المتحدة الأمريكية.
- 17 يوليو – فرانك تشايلدز ملاكم من الولايات المتحدة الأمريكية.
- 18 يوليو – مارغريت براون[14]
- 27 يوليو – ديريك نورمان ليهمر رياضياتي أمريكي.[15]
- 28 يوليو – تشارلز ديلون بيرين عالم فلك أمريكي.
- 31 يوليو – جوزيف مور ديكسون سياسي أمريكي.[16]

### أغسطس
- 19 أغسطس – وليام بورريس ممثل أمريكي.[17]
- 22 أغسطس – تشارلز فرانسيس جينكينز مخترع من الولايات المتحدة الأمريكية.[18]

### سبتمبر
- 5 سبتمبر – آمي بيتش[19]
- 6 سبتمبر – تومي سبايدر كيلي ملاكم من الولايات المتحدة الأمريكية.
- 21 سبتمبر – هنري ستيمسون سياسي أمريكي.[20]
- 23 سبتمبر – جون لوماكس موسيقي أمريكي.[21]

### أكتوبر
- 30 أكتوبر – لويس وينسلو أوستن فيزيائي أمريكي.[22]

### نوفمبر
- 5 نوفمبر – جورج اندرو ريزنر
- 12 نوفمبر – فالنتاين هول لاعب كرة مضرب من الولايات المتحدة.

### ديسمبر
- 1 ديسمبر – روبرت ب. لامونت سياسي أمريكي.[23]
- 8 ديسمبر – والتر م تشاندلر سياسي أمريكي.[24]
- 18 ديسمبر – فوكسهال بي كين[25]
- 20 ديسمبر – وليام هيفيلفينجير لاعب كرة قدم أمريكية.[26]
- 30 ديسمبر – سايمون جوجينهايم سياسي أمريكي.[27]

## وفيات

### يناير
- 3 يناير – إلياس هاو (مواليد 1819)
- 20 يناير – ناثانيال باركر ويليس (مواليد 1806)[28]

### فبراير
- 2 فبراير – واشنطن هنت (مواليد 1811) سياسي أمريكي.[29]
- 17 فبراير – الكسندر دالاس باش (مواليد 1806)[30]

### مارس
- 2 مارس – هارون وارد (مواليد 1790) سياسي أمريكي.[31]

### أبريل
- 3 أبريل – جورج راندولف (مواليد 1818) سياسي أمريكي.[32]
- 21 أبريل – رومولوس ميتشل سوندرز (مواليد 1791) سياسي أمريكي.[33]

### مايو
- 27 مايو – توماس بولفينش (مواليد 1796) كاتب أمريكي.[34]

### يوليو
- 5 يوليو – جيمس مور اين (مواليد 1790) سياسي أمريكي.[35]

### أغسطس
- 5 أغسطس – جون سي بينيت (مواليد 1804) طبيب أمريكي.[36]
- 10 أغسطس – إيرا ألدرايدج (مواليد 1807)

### نوفمبر
- 28 نوفمبر – جون سلوت (مواليد 1781) سياسي أمريكي.

### ديسمبر
- 5 ديسمبر – تشيستر ديوي (مواليد 1784)
- 22 ديسمبر – جون ووكر دانا (مواليد 1808) سياسي أمريكي.[37]
- 25 ديسمبر – يونان سانفورد (مواليد 1790) سياسي أمريكي.[38]